# Schlacht um Rabaul (1942)
1942

Rabaul –
1. Salamaua-Lae –
Operation N –
Operation MO –
Korallenmeer –
Buna-Gona –
Kokoda Track –
Milne-Bucht –
Goodenough –
Buna-Gona-Sanananda –
Operation Lilliput 
1943

Wau –
Bismarcksee –
I –
2. Salamaua-Lae –
Chronicle –
Finisterre –
Cartwheel –
Bougainville –
Huon –
Neubritannien –
Bombardierung von Rabaul 
1944–1945

Admiralitätsinseln –
Emirau –
Take Ichi Konvoi –
Reckless –
Persecution –
Wakde-Sarmi –
Biak –
Noemfoor –
Driniumor –
Sansapor –
Morotai –
Aitape–Wewak
1941

Thailand – Malaiische Halbinsel – Pearl Harbor – Hongkong – Philippinen – Guam – Wake – Force Z – Borneo
1942

Burma – Rabaul – Singapur – Sumatra – Timor – Australien – Java – Salamaua–Lae – Bougainville/Buka – Shortland-Inseln – Indischer Ozean – Port Moresby – Tulagi – Korallenmeer – Midway – Nordamerika – Buna-Gona – Kokoda-Track – Nauru/Ocean Island
Die Schlacht um Rabaul („Operation R“ oder „Bismarck Operation“) fand vom 23. Januar bis in den Februar 1942 im Rahmen des Pazifikkriegs in Südostasien an der Nordostspitze Neubritanniens, Neuguinea statt.

## Vorgeschichte
Die grundlegende Strategie der japanischen Marine, eine Verteidigungsposition einzunehmen und dann die US-Flotte in einen Hinterhalt und eine Niederlage im Kampf in der Nähe japanischer Gewässer zu locken, hatte sich seit der Formulierung der Idee in der Meiji-Zeit nicht geändert. Der ursprüngliche Ort dieser entscheidenden Schlacht sollten die Gewässer in der Nähe des japanischen Festlands sein.
Fortschritte in der Militärtechnologie und die sich ändernde strategische Situation führten jedoch 1936 zu einer Neubewertung. Der Standort westlich der Marianeninseln, mit einer zusätzlichen Aufklärungslinie bei den Marshallinseln wurde ausgewählt und bis 1940 waren die Meere östlich der Marianen und nördlich der Marshallinseln der geplante Standort.
Das Truk-Atoll in den Karolineninseln war daher zur wichtigsten Basis für die japanische kombinierte Flotte geworden. Rabaul liegt rund 2800 Kilometer südlich im Bismarck-Archipel, einem Gebiet, das von Australien als Teil des britischen Commonwealth verwaltet wurde. Im Falle eines Krieges mit Großbritannien und den Vereinigten Staaten, insbesondere mit der Entwicklung der B-17, befürchtete das japanische kaiserliche Hauptquartier, dass Truk durch Angriffe von in Rabaul stationierten alliierten Flugzeugen gefährdet sein könnte. Die Einnahme von Rabaul war daher notwendig um diese Art von Angriff zu verhindern und die Sicherheit der Flottenbasis in Truk zu gewährleisten.
Der Naturhafen der Stadt Rabaul im Nordosten Neubritanniens war von den Japanern auch als Basis für ihre weiteren Operationen in Richtung Neuguinea, dort speziell Port Moresby, der Salomonen und Australien ausgewählt worden. Daher sollte Rabaul ursprünglich schon zu Beginn der Kampfhandlungen in Südostasien erobert werden.

## Die Australier in Rabaul
Die Verteidigung Neuguineas, dazugehörend Neubritannien und Neuirland, der Bismarck-Archipel sowie weiter östlich die Salomonen, war im Vorfeld des Kriegsausbruchs den Australiern überlassen worden, da der Völkerbund ihnen dieses Gebiet als Mandat zugewiesen hatte. Die Australier verlegten ab März 1941 kleinere Truppeneinheiten, die von einheimischen Soldaten unterstützt wurden, in diese Gebiete.
Rabaul war nur von einer kleinen australischen Einheit, der Lark Force unter dem Kommando von Oberst John Joseph Scanlan, mit rund 1.400 Soldaten besetzt. Dazu kamen die Besatzungen und Wartungseinheiten der dort stationierten zehn Wirraway Kampfflugzeuge der Royal Australian Air Force. Zur Verteidigung standen zwei auf See ausgerichtete Kanonen sowie drei Flugabwehrkanonen zur Verfügung. Hinzu kamen die alliierten Küstenpatrouillen im Raum Neuguinea, denen die Japaner relativ wenig Beachtung schenkten, die allerdings wertvolle Hinweise hinsichtlich japanischer Schiffsbewegungen, Minen und besonderen Ereignissen für die alliierte Verteidigung lieferten.

## Die japanische Streitmacht
Trotz der sehr geringen Verteidigungsstärke von Rabaul zogen die Japaner eine gewaltige Streitmacht zusammen. Schon im Vorfeld der Operation flogen sie Aufklärungsflüge von Truk aus, um die australische Truppenstärke und die Verteidigungsanlagen zu sichten. Im Dezember 1941 begannen dann die ersten Angriffe auf Rabaul. Zuerst mit Bombardierungen aus großer Höhe und gegen Mitte des Monats auch mit Tieffliegerattacken. Einen der schwersten Angriffe führten 45 japanische Maschinen am 22. Dezember aus. Dabei griffen sie vornehmlich das Vunakanau-Flugfeld und die dort positionierten Verteidigungsstellungen der Australier an. Einige Tiefflieger verfolgten die nach Praed Point durch den Dschungel angelegte Straße, an deren Ende eine Artilleriestellung der Verteidiger von Rabaul lag. Die Batterie wurde komplett vernichtet. Bei diesem Angriff auf Praed Point fanden elf Australier den Tod.
Der ursprüngliche Plan, der vorsah, Rabaul nach Beendigung der Eroberung der vorrangigen Rohstoffquellen in Südostasien zu attackieren und einzunehmen, wurde am 4. Januar zurückgenommen, da die vorhergehenden Operationen, wie der Angriff auf Pearl Harbor, die Invasion der Malaiischen Halbinsel und das Vorrücken gegen Niederländisch-Indien reibungsloser und schneller abliefen als vorgeplant. Damit schien eine Eroberung von Port Moresby in absehbarer zeitlicher Reichweite. Port Moresby, nördlich von Australien und westlich der Salomonen, war ein hervorgehobenes strategisches Ziel der Japaner und Rabaul eine wichtige Ausgangsbasis dazu. Um wiederum Rabaul zu decken, sollte zusätzlich in derselben Operation auch Kavieng auf Neuirland eingenommen werden. Der Befehl erging am 5. Januar an Armee und Marine.
Am frühen Morgen des 14. Januar liefen von Guam unter dem Kommando von Konteradmiral Shima Kiyohide drei Minenleger, zwei Zerstörer, drei Kanonenboote und Transporter mit der Südseeabteilung aus und vereinigten sich auf See mit den von Truk anlaufenden Einheiten unter Konteradmiral Kajioka Sadamichi, die aus einem Kreuzer, zwei Zerstörerdivisionen, einem Wasserflugzeugtender und zwei Transportern mit Truppenteilen der Maizuru-Marine-Landungsgruppe bestand. Als Sicherung der „Operation R“ bot Vizeadmiral Nagumo die vier Flugzeugträger Akagi, Kaga, Shōkaku und Zuikaku, die beiden Schlachtschiffe Hiei und Kirishima, sowie den Kreuzer Chikuma und acht Zerstörer auf, die nördlich von Neuirland in Stellung gingen. Kurz darauf, am 18. Januar, schloss sich die 6. Kreuzerdivision unter Konteradmiral Gotō Aritomo mit vier Kreuzern der Deckungsflotte an. Zwei Tage später folgte die 18. Kreuzerdivision unter Konteradmiral Matsuyama Mitsuharu, das aus zwei Kreuzern und drei Zerstörern bestand. Ihnen folgten Transporter mit den restlichen Truppenteilen der Maizuru-Marine-Landungsgruppe und der Kashima-Marine-Landungstruppe, die für eine Landung bei Kavieng auf Neuirland vorgesehen waren.

## Die Invasion
Trägerflugzeuge bombardierten Rabaul am 20. Januar schwer, um die australischen Küstenbatterien weitestgehend auszuschalten. Anschließend nahmen die Träger Shokaku und Zuikaku mit der Chikuma und drei Zerstörern Kurs auf die Bismarcksee. Weiterhin postierten sich zur Sicherung des folgenden Landungsunternehmens sieben U-Boote vor dem St.-Georgs-Kanal.
Die Japaner auf den Transportern begannen um 20:15 Uhr des 22. Januar mit den Vorbereitungen für die eigentlichen Landungen. Obwohl die China Maru, die das Haupttruppenkontingent an Bord hatte, noch nicht eingetroffen war, begaben sich die Infanteristen von den anderen Transportern in die Landungsboote und fuhren ab 22:35 Uhr zu den vorgesehenen Landungspunkten. Rund eine Stunde später ging die japanische Armee an Land und konnten den nur spärlich bewachten Strand sowie die dort verlaufende Straße sichern. Die zur Landung bei Praed Point vorgesehenen Einheiten hatten leichte Schwierigkeiten, die dort aufgestellte Küstenbatterie auszuschalten, da sie von dieser unmittelbar bedroht wurden, doch gelang auch dort eine relativ pünktliche Landung. Die Küstenartillerie wurde kurze Zeit darauf von japanischen Kampfflugzeugen ausgeschaltet. Die australische Mannschaft hatte allerdings schon den Rückzug angetreten.
Die mittlerweile von der eingetroffenen China-maru gelandeten Soldaten rückten gegen 6:20 Uhr bis nach Tawui Point vor und versuchten, die dort stationierte Küstenbatterie der Australier auszumachen, was ihnen aber nicht gelang. Weitere japanische Landungsboote verfehlten am Morgen ihre Landungsmarken und so verstreuten sich die Infanteristen über Gebiete, die zu Landungszwecken nie ausgewählt worden waren. Unter großen Mühen fanden sie in den folgenden Stunden zu ihren Einheiten und begannen den Vormarsch auf die alliierten Flugfelder. Es gingen insgesamt etwa 5.000 japanische Soldaten unter dem Kommando von Generalmajor Tomitarō Horii im Verlauf des Tages an Land. Die Australier hatten sich in besonders angelegten Stützpunkten gesammelt und leisteten soviel Widerstand wie eben möglich, doch der japanischen Übermacht gelang um 13:15 Uhr der Durchbruch zum Vunakanau-Flugfeld, dessen Landebahn schon vorher von den Australiern mit mehr als hundert Bomben zerstört worden war.
Die Australier waren auf Grund der japanischen Übermacht zu Land und in der Luft schnell gezwungen, sich in den Dschungel zurückzuziehen. Die Japaner versuchten, den Rückzug mit angelandeten Kavallerieeinheiten zu unterbinden, was ihnen jedoch nur unzureichend gelang. Scanlan verlegte um 4:45 Uhr am nächsten Morgen sein Hauptquartier nach Tomavatur. Die Japaner zerstörten nur eineinhalb Stunden später die Telefonverbindungen von den restlichen australischen Einheiten in Rabaul zu Scanlans neuer Operationsbasis. Damit war eine weitere organisierte Verteidigung der Stadt nicht mehr möglich. Da die australischen Soldaten für einen Guerillakrieg im Dschungel nicht vorbereitet waren, ergaben sich die meisten von ihnen in den folgenden Wochen.
Für die Japaner war Rabaul in der Folge der wichtigste Außenposten in Südostasien. Sie setzten schnellstmöglich die Flugfelder wieder in Stand und bauten die Stadt zur Festung mit einer gigantischen, teils unterirdisch angelegten Nachschubbasis aus.